# ادری
ادری (به عربی: أدری) یک منطقهٔ مسکونی در لیبی است که در استان وادی‌الشاطئ واقع شده‌است.

## خصوصیات
ادری ۴٬۶۱۱ نفر جمعیت دارد.